# Michael Hainisch
Michael Hainisch ([ˈmɪçaːʔeːl ˈhaɪ̯nɪʃ]ⓘ; Gloggnitz, 15 augustus 1858 — Wenen, 26 februari 1940) was een Oostenrijks politicus en de tweede bondspresident van de Eerste Oostenrijkse Republiek. Hainisch was partijloos, maar werd op basis van zijn autoriteit door het Oostenrijks parlement gekozen. Hij trad aan op 9 december 1920 en diende twee periodes tot 10 december 1928.
Hainisch diende Oostenrijk na de splitsing met Hongarije verder te ontwikkelen. Speerpunten van zijn beleid waren het verbeteren van de landbouw, de elektrificatie van de spoorwegen, aanjagen van de handel met het buitenland en het bevorderen van het toerisme in de Alpen. Hij stond ook aan de basis voor het beschermen van cultureel erfgoed, zowel materieel als immaterieel.
In 1928 verliep zijn tweede ambtstermijn. Diverse politieke partijen waren bereid om een amendement in te dienen, zodat Hainisch een derde termijn zou kunnen dienen. Bondskanselier Ignaz Seipel opperde voor een eenjarig termijn. Al deze voorstellen wees Hainisch af en trad in 1928 af. Hij diende nog wel één jaar als minister van handel.
Opmerkelijk is dat Hainisch voorstander was van het pangermanisme en later ook van de Anschluss. In 1940 overleed hij in Wenen, een jaar na het uitbreken van de Tweede Wereldoorlog.

## Werken
- Die Zukunft der Deutschösterreicher. Eine statistisch-volkswirtschaftliche Studie, 1892
- Der Kampf ums Dasein und die Socialpolitik, 1899
- Die Heimarbeit in Österreich. Bericht erstattet der internationalen Vereinigung für gesetzlichen Arbeiterschutz, 1906
- Die Entstehung des Kapitalzinses, 1907
- Einige neue Zahlen zur Statistik der Deutschösterreicher, 1909
- Das Getreidemonopol, 1916
- Ist der Kapitalzins berechtigt? Voraussetzungen und Grenzen des Sozialismus, 1919
- Wirtschaftliche Verhältnisse Deutsch-Österreichs, 1919
- Die innere Kolonisation in Deutsch-Österreich, 1920
- Die Landflucht, ihr Wesen und ihre Bekämpfung im Rahmen einer Agrarreform, 1924
- Rede bei der Promotion zum Ehrendoktor der Staatswissenschaften, 1925
- Aus mein’ Leb’n, 1930 [Gedichte]
- Die Viehzuchtwirtschaft mit Weide- und Güllebetrieb auf dem Gute Jauern. Ein Beispiel aus der Praxis für das bäuerliche Alpenland, 1931
- Reden und Abhandlungen über Agrarpolitik und Landwirtschaft, 1932
- Was Z’samklábt’s. (Dialektgedichte und Erzählungen), 1935
- 75 Jahre aus bewegter Zeit. Lebenserinnerungen eines österreichischen Staatsmannes, 1978.

Karl Seitz · Michael Hainisch · Wilhelm Miklas · Anschluss · Karl Renner · Theodor Körner · Adolf Schärf · Franz Jonas · Rudolf Kirchschläger · Kurt Waldheim · Thomas Klestil · Heinz Fischer · Alexander Van der Bellen